# Bernard Gohienetxe
Bernard Goihenetxe, también como Goyheneche o Goinheix, fue un sacerdote suletino conocido por la revuelta que organizó contra la nobleza. Es popularmente conocido como Matalas o Matalaz.
Nació en la localidad suletina de Mitikile en la entonces región de Gascuña, no se sabe con exactitud en qué año, y murió en Mauleón-Licharre el 8 de noviembre de 1661.
Realizó estudios sacerdotales en Burdeos y, siendo párroco de su localidad natal, encabezó una revuelta popular del pueblo suletino contra la nobleza, llamada también como levantamiento del cura Matalas en Sola.
Dicha revuelta fracasó tras el enfrentamiento campesino contra el ejército francés y los fueros y derechos de los souletinos se vieron muy reducidos, acompañados del reforzamiento del poder de la nobleza en el territorio vascofrancés.
Fue decapitado en la plaza central de Lecharre y su cabeza se colgó en la entrada de la ciudad durante una temporada, para escarmiento del pueblo.
El poeta y escritor Etxahun Iruri le dedicó una pastoral que se representó en Esquiule en 1955.
Para el pueblo vasco, hoy en día supone la figura de un héroe que defendió la identidad e intereses de los souletinos, de Sola. Así lo refleja un canto que lleva el nombre del cura:
| Original en suletino | Batua | Castellano |
| --- | --- | --- |
| Dolü gabe hiltzen niz, bizia Ziberoarentako emaiten baitüt. Agian, agian, egün batez jeikiko dira egiazko Ziberotarrak, egiazko eüskaldünak, tirano arrotzen ohiltzeko eta gure aiten aitek ützi daikien lurraren popüliari erremetitz | Dolu gabe hiltzen naiz, bizia Zuberoarentzako ematen baitut. Agian, agian, egun batez jaikiko dira egiazko Zuberotarrak, egiazko euskaldunak, tirano arrotzak ohiltzeko eta gure aiten aitek utzi diguten lurra populuari itzuliz | Muero sin duelo, pues doy la vida por Sola. Ojalá, ojalá, un día se alzarán los verdaderos suletinos, los verdaderos vascos, para expulsar a los tiranos extranjeros y devolver al pueblo la tierra que los padres de nuestros padres nos han legado |